# Atletika na Letních olympijských hrách 2016 – hod oštěpem ženy
 Hod oštěpem žen na Letních olympijských hrách 2016 se uskutečnil od 16. do 18. srpna na Olympijském stadionu v Riu de Janeiru.

## Rekordy
Před startem soutěže byly platné rekordy následující:
| Světový rekord           | Barbora Špotáková (CZE)    | 72,28 m | Stuttgart, Německo | 13. září 2008   |
| Olympijský rekord        | Osleidys Menéndezová (CUB) | 71,53 m | Athény, Řecko      | 27. srpen 2004  |
| Nejlepší výkon roku 2016 | Barbora Špotáková (CZE)    | 66,87 m | Tábor, Česko       | 19. červen 2016 |

## Kalendář
Pozn. Všechny časy jsou v brazilském čase (UTC-3).
| Datum                  | Čas   | Kolo        |
| ---------------------- | ----- | ----------- |
| Úterý 16. srpna 2016   | 20:35 | Kvalifikace |
| Čtvrtek 18. srpna 2016 | 21:10 | Finále      |

## Výsledky
- Q Přímý postup po splnění kvalifikačního limitu
- q Dodatečný postup pro doplnění počtu účastnic finále na 12
- DNS Nestartovala
- DNF Nedokončila
- DSQ Diskvalifikována
- NM Žádný platný pokus
- x Neplatný pokus

- PB osobní rekord
- SB nejlepší výkon sezóny
- NR národní rekord
- CR kontinentální rekord
- OR olympijský rekord
- WR světový rekord

### Kvalifikace
V kvalifikaci měla každá z oštěpařek možnost tří pokusů, ze kterých se počítal nejlepší. Do finále postoupily přímo oštěpařky, které hodily alespoň 63 metrů (Q). Dodatečně postoupily čtyři oštěpařky s nejlepším výkonem (q), které limit nesplnily, aby byl počet účastnic finále doplněn na 12.
| Poř. | Skupina | Oštěpařka              | Země                   | #1    | #2    | #3    | Výsledek | Pozn. |
| ---- | ------- | ---------------------- | ---------------------- | ----- | ----- | ----- | -------- | ----- |
| 1    | B       | Maria Andrejczyková    | Polsko                 | 67,11 | –     | –     | 67,11    | Q, NR |
| 2    | B       | Barbora Špotáková      | Česko                  | 62,50 | 64,65 | –     | 64,65    | Q     |
| 3    | A       | Sara Kolaková          | Chorvatsko             | 55,68 | 55,86 | 64,30 | 64,30    | Q, NR |
| 4    | B       | Linda Stahlová         | Německo                | 63,95 | –     | –     | 63,95    | Q     |
| 5    | A       | Taccjana Chaladovičová | Bělorusko              | 63,78 | –     | –     | 63,78    | Q     |
| 6    | A       | Sunette Viljoenová     | Jihoafrická republika  | 63,54 | –     | –     | 63,54    | Q     |
| 7    | A       | Lu Chuej-chuej         | Čína                   | 63,28 | –     | –     | 63,25    | Q     |
| 8    | B       | Madara Palamejková     | Lotyšsko               | 63,03 | –     | –     | 63,03    | Q     |
| 9    | A       | Flor Ruizová           | Kolumbie               | 62,32 | 59,89 | 59,99 | 62,32    | q     |
| 10   | A       | Christina Obergföllová | Německo                | 57,75 | 62,18 | x     | 62,18    | q     |
| 11   | A       | Christin Hussongová    | Německo                | 56,19 | 55,58 | 62,17 | 62,17    | q     |
| 12   | B       | Kathryn Mitchellová    | Austrálie              | x     | 60,05 | 61,63 | 61,63    | q     |
| 13   | B       | Kara Wingerová         | Spojené státy americké | 61,02 | 57,34 | 60,54 | 61,02    |       |
| 14   | A       | Sinta Ozoliņa-Kovala   | Lotyšsko               | 60,92 | 58,08 | x     | 60,92    |       |
| 15   | B       | Li Ling-wej            | Čína                   | 60,91 | 59,30 | 57,87 | 60,91    |       |
| 16   | A       | Elizabeth Gleadle      | Kanada                 | 59,18 | 60,28 | 58,74 | 60,28    |       |
| 17   | B       | Kateryna Derunová      | Ukrajina               | 60,02 | 54,86 | x     | 60,02    |       |
| 18   | A       | Martina Ratejová       | Slovinsko              | 59,76 | 58,15 | x     | 59,76    |       |
| 19   | A       | Hanna Hatsko-Fedusova  | Ukrajina               | 58,90 | x     | 58,38 | 58,90    |       |
| 20   | B       | Liina Laasma           | Estonsko               | 58,06 | 56,21 | 56,62 | 58,06    |       |
| 21   | B       | Yuki Ebihara           | Japonsko               | 53,75 | 55,89 | 57,68 | 57,68    |       |
| 22   | A       | Kimberley Mickleová    | Austrálie              | 57,20 | x     | 55,93 | 57,20    |       |
| 23   | A       | Liu Shiying            | Čína                   | 57,16 | 55,60 | x     | 57,16    |       |
| 24   | B       | Mathilde Andraudová    | Francie                | 56,61 | 56,01 | 56,13 | 56,61    |       |
| 25   | A       | Maggie Malone          | Spojené státy americké | 56,47 | x     | 46,87 | 56,47    |       |
| 26   | B       | Tatsiana Korzh         | Bělorusko              | 49,41 | 53,54 | 56,16 | 56,16    |       |
| 27   | A       | Brittany Bormanová     | Spojené státy americké | 54,15 | 56,04 | 52,73 | 56,04    |       |
| 28   | B       | Kelsey-Lee Robertsová  | Austrálie              | 44,75 | 55,04 | 55,25 | 55,25    |       |
| 29   | A       | Yulenmis Aguilarová    | Kuba                   | 54,84 | x     | 54,94 | 54,94    |       |
| 30   | B       | Ásdís Hjálmsdóttirová  | Island                 | x     | 54,92 | x     | 54,92    |       |
| 31   | B       | Sanni Utriainenová     | Finsko                 | 53,42 | x     | 52,45 | 53,42    |       |

### Finále
Dvanáctka finalistek měla k dispozici tři pokusy, ze kterých se počítal nejlepší. Osmička nejlepších pak měla k dispozici další tři pokusy. Nejlepší výsledek se počítal ze všech šesti pokusů.
| Poř.             | Oštěpařka              | Země                  | #1    | #2    | #3    | #4           | #5           | #6           | Výsledek | Pozn. |
| ---------------- | ---------------------- | --------------------- | ----- | ----- | ----- | ------------ | ------------ | ------------ | -------- | ----- |
| Zlatá medaile    | Sara Kolaková          | Chorvatsko            | 60,89 | 62,95 | 63,00 | 66,18        | x            | 59,42        | 66,18    | NR    |
| Stříbrná medaile | Sunette Viljoenová     | Jihoafrická republika | 64,92 | 61,04 | x     | 63,00        | x            | x            | 64,92    |       |
| Bronzová medaile | Barbora Špotáková      | Česko                 | 60,16 | 63,73 | x     | 61,25        | 64,80        | x            | 64,80    |       |
| 4                | Maria Andrejczyková    | Polsko                | 61,92 | 59,25 | 60,23 | 59,31        | 64,78        | 63,69        | 64,78    |       |
| 5                | Taccjana Chaladovičová | Bělorusko             | 62,68 | 60,24 | 64,60 | 60,49        | 63,52        | 64,24        | 64,60    |       |
| 6                | Kathryn Mitchellová    | Austrálie             | x     | 64,36 | x     | x            | 62,20        | 63,02        | 64,36    |       |
| 7                | Lu Chuej-chuej         | Čína                  | 60,32 | 63,50 | 59,56 | 64,04        | x            | 56,96        | 64,04    | SB    |
| 8                | Christina Obergföllová | Německo               | 60,17 | 62,28 | x     | x            | x            | 62,92        | 62,92    |       |
| 9                | Flor Ruizová           | Kolumbie              | 61,54 | 58,46 | 59,61 | nepostoupila | nepostoupila | nepostoupila | 61,54    |       |
| 10               | Madara Palamejková     | Lotyšsko              | x     | x     | 60,14 | nepostoupila | nepostoupila | nepostoupila | 60,14    |       |
| 11               | Linda Stahlová         | Německo               | 58,48 | x     | 59,71 | nepostoupila | nepostoupila | nepostoupila | 59,71    |       |
| 12               | Christin Hussongová    | Německo               | 54,99 | 54,47 | 57,70 | nepostoupila | nepostoupila | nepostoupila | 57,70    |       |